# ديفيد بويل (شاعر)
ديفيد بويل هو عالم موسيقى وشاعر كندي، ولد في 1 مايو 1842 في غرينوك في المملكة المتحدة، وتوفي في 14 فبراير 1911 في تورونتو في كندا.